# لوییس لوپز فرناندز
لوییس اورلیو لوپز فرناندز (اسپانیایی: Luis Aurelio López Fernández‎؛ زادهٔ ۱۳ سپتامبر ۱۹۹۳) بازیکن فوتبال اهل هندوراس است.